# Guerrero (Aguadilla)
Guerrero es un barrio ubicado en el municipio de Aguadilla en el estado libre asociado de Puerto Rico. En el Censo de 2010 tenía una población de 3406 habitantes y una densidad poblacional de 586,04 personas por km².

## Geografía
Guerrero se encuentra ubicado en las coordenadas 18°28′53″N 67°4′22″O / 18.48139, -67.07278. Según la Oficina del Censo de los Estados Unidos, Guerrero tiene una superficie total de 5.81 km², de la cual 5.77 km² corresponden a tierra firme y (0.8%) 0.05 km² es agua.

## Demografía
Según el censo de 2010, había 3406 personas residiendo en Guerrero. La densidad de población era de 586,04 hab./km². De los 3406 habitantes, Guerrero estaba compuesto por el 81.65% blancos, el 8.87% eran afroamericanos, el 0.12% eran amerindios, el 0.03% eran asiáticos, el 7.11% eran de otras razas y el 2.23% pertenecían a dos o más razas. Del total de la población el 98.94% eran hispanos o latinos de cualquier raza.